# سماح أنور
سماح أنور (22 أبريل 1965  -)، ممثلة ومخرجة مصرية.، تعتبر من أشهر نجمات جيلها .

## عن حياتها
درست اللغة الفرنسية في جامعة القاهرة، هي ابنة الممثلة سعاد حسين ووالدها الأديب أنور عبد الله عرفت بأدوار البنت المسترجلة وأدوار الحركة في السينما المصرية، ومثلت على المسرح والتلفزيون، وبعد حادث مروري تعرضت لها عام 1998 وبعد عودتها اتجهت إلى مجال الإخراج بالإضافة إلى عملها في التمثيل.

### قصة ابنها بالتبني
تكشف سماح أنور عن سر عدم معرفة أدهم ابنها بأهله الحقيقيين، وقالت سماح أنور «أنا لست أنانية ولو زوجي الراحل كان  طلب مني ترك الشغل من أجله هو وإبني، كنت  سأفعل ذلك  لأن الفن مش تمثيل فقط لكن متاح به أشياء أخرى كثيرة».
يذكر أن سماح أنور كانت قد أخفت قصة زواجها، وإنجابها لابنها أدهم حيث سبق وصرحت أنه ابنها بالتبني وأن أمه قريبة لها ماتت في حادث ولحقها والد الطفل فقررت أن تمنحه حنان الأم ورعاية الأب، وتقوم بتربيته وهو موقف زاد من إعجاب جمهورها بها، في وقتها  وتعاطفه معها، خاصة أنها كانت تمر بمحنة شديدة بعد حادث السيارة الذي كاد يفقدها حياتها، أو على الأقل يفقدها نعمة السير على قدميها واضطرت بعده إلى إجراء 42 عملية جراحية حتى تستعيد عافيتها أو الجزء الأكبر منها، وبعد أن بلغ الطفل 7 سنوات عادت سماح واعترفت لوسائل الإعلام عن أنها  والدته الحقيقية وليست أم بديلة له، وأنها لم تعد قادرة على كتمان هذا السر الذي أخفته طوال هذه السنوات عن جمهورها ووسائل الإعلام، وتعتبر إعلانه بمثابة اعتذار لهذا الطفل أمام الجميع، حتى يسترد وضعه الطبيعي حيث كانت قد تزوجت من عاطف فوزي والد أدهم في السرالا أنه رحل وهي حامل في أدهم في الشهر الرابع .. اعترفت سماح أنها غلطت كثيرا ولم تندم، لكن أكبر ندم إن ابنها لم يتعرف على أهله الحقيقيين ووصفتها بغلطة عمرها. وفي حلقتها مع راغدة شلهوب تكشف سماح باستفاضة عن سر حياتها وعلاقتها بابنها وإحساسها بالذنب تجاهه بعد أن أخفت عليه أنها والدته الحقيقية.
كما كشفت سماح أنها غير خائفة من الموت لأنه الحقيقة الوحيدة ورفيقها من زمن بعيد، وأضحت أنها عانت لفترة من الزمن ومن فقدان الاهتمام والطموح.

### موقفها في الثورة المصرية
نقلت عنها وسائل الاعلام أنها قالت في مقابلة بالتلفزيون المصري في 8 فبراير 2011 أنها تدعو إلى ضرب المحتجين في ميدان التحرير في القاهرة بالأسلحة بكافة أنواعها من أجل خير مصر. لكن نفت أنها قالت ما تم تناقله حيث صرحت قائلة:

## الأعمال

### الأفلام
| - بدل الحدوتة تلاتة (مسلسل): 2019 - استدعاء ولي عمرو:2019 - جنينة الأسماك:2008-مارجريت - علاقات مشبوهة:1996-سوسن - الرايا حمرا:1994-ميرفت - عقلي طار:1994 - سباق مع الزمن:1993 - دائرة الموت:1993-زوبه - الذئب:1993-صفاء - نوع آخر من الجنون:1992-ماجدة - شياطين الشرطة:1992-سماح - الجبلاوي:1991-وفاء - أبو كرتونة:1991-خيرات - الكلبشات:1991-سماح - نساء صعاليك:1991-نوال | - شباب فوق بركان:1991-أنوار - بنت مشاغبة جداً:1991-سمر - مجانين على الطريق:1991-سامية - اقتل مراتي و لك تحياتي:1990-منى - إمرأة واحدة لا تكفي:1990-ريم - جحيم 2:1990-زوجة حسن - المذنبون الأبرياء:1990-ياسمين - ليلة عسل:1990 - النيابة تطلب البراءة:1990 - دليل المرأة الذكية:1990-روحية - وضاع الطريق:1990-حنان - وتعمل أكتر من كدة:1990 - حكاية تو:1989-سماح | - المشاغبات في خطر:1989-كرم - خيانه:1989-سمره - اللعب بالنار:1989-نادية - كفر الطماعين:1989-فتحية شوقي عبد العال - قاتل مغاوري:1989 - الأب الثائر:1988-إيمان - حالة تلبس:1988-غادة - السجينتان:1988-ليلى - راجل بسبع أرواح:1987-مها - العصابة:1987-هالة - بابل حبيبتي:1987-ليلى - الفريسة:1986-نشوى - مرارة الأيام:1986-سلوى | - رجل لهذا الزمان:1986-يسرية-ابنة كمال عزت - دموع الشيطان:1986-وفاء - نساء خلف القضبان:1986-منى عزمي - لمن يبتسم القمر:1986-مديحة - سنوات الخطر:1985-مروة أحمد - رجب الوحش:1985-سعاد - الليلة الموعودة:1984-لواحظ سيد المغربي - بيت القاصرات:1984-نعيمة - دعوة للزواج:1983-هدى - عريس لفاطمة:1982-ليلى - زيارة سرية:1981-نهى - الهانم وأنا: - حالة تلبس:1988-منتجة |

### مسلسلات
| نقطة سوداء 2024 - الخانكة:2016-المريضة الخطرة-ضيفة شرف - لهفة:2015-ضيف شرف - نظرية الجوافة:2013 - يوميات ونيس (ج7، 8):2010، 2013-شيراز رامي الشحات - رحيل مع الشمس:2010-إنجي - أزهار:2007 - الفريسة والصياد:2007-د.نجوى - المطعم شي توتو:2006 - حارة الزعفراني:2006-نجية عرام | - الحب موتا:2005-حمدية - أوراق مصرية (ج3):2004-هدى الشماشرجي - رجل في زمن العولمة (ج2):2003-رنا عبد الوهاب - عالم بدون اسرار:2002 - الحساب:1998-رغدة - لعبة وقلبت بجد:1998 - زيزينيا 1: الولي والخواجة:1997-إكرام - لعبة الأيام:1996-ريهام - قلوب حائرة:1996 - الحفار:1996-سعاد الحكيم - الليلة واللي فيها (2022) - الصندوق (رمضان 2023) - بطن الحوت (2023) - كاتالوج ( 2025 ) | - حلم الثراء الجميل:1994 - ذئاب الجبل:1993-وردة بدار البدري - المحاكمة:1993-شيرين الصحفية - أوراق الخريف:1993 - ولا يزال الحب مستمرا: 1992 - الطاووس:1991 - رأفت الهجان (ج2، 3):1990، 1992-حنا بلومبرج - حساب السنين:1989 - سنبل بعد المليون:1987-ذيبة - ناس مودرن:1986 | - وأدرك شهريار الصباح:1985-مايسة - أخو البنات:1984-سميرة عبد السلام حسن - الحرملك:1983-راوية - عابر سبيل:1983-حنان - الصيد في الهواء - الورطة اللذيذة-رئيفة - خفايا البيوت (البيوت أسرار) - غدا يوم آخر - أمينة-وفاء - بنات الثانوية |

### مسرحيات
| - الدنيا حظوظ:2005 - زمبليطه في المحطة:1996 - منور يا باشا:1993 - اثنين في قفة:1993 - سحلب:1992 | - زواج البنات:1990 - حضرات السادة العيال:1988 - أولاد الشوارع:1987 - هى والتلامذه:1987 | - عمدة الحلاقين:1985 - راقصة قطاع عام:1985-سنية بعزق - اسبوع عسل:1984 - ممنوع الانتظار | - مين جوز مين-سوسو - قانون الحب - الزنقة - الساهي (الساهي واللومانجي) |

في إنتظار بابا (2022)

### أخرى
| - فوازير: كنز الكنوز:1996 - فوازير: المضحكون:1995 - فوازير: إحنا فين:1994-فلفلة - تمثيلية: حلو وكداب:1992-سوسن - سهرة تليفزيونية: حلو وكداب:1992-سوسن | - تمثيلية: فندق النجوم الزرقاء:1985 - سهرة تليفزيونية: الدنيا صغيرة جدا - مسلسل إذاعي: الشريك المخالف - مسلسل إذاعي: الكلام المباح | - سهرة تليفزيونية: الشرط نور-أميرة - سهرة تليفزيونية: رحلة متاعب-إلهام - سهرة تليفزيونية: اعترافات ليلية-سماح - سهرة تليفزيونية: بيانو-مخرج |

### برامج
| - فحص شامل:2016-ضيفة - صاحبة السعادة:2014-ضيفة - أنا والعسل (ج2):2013-ضيفة - واحد من الناس:2008-ضيفة | - خارج نطاق الخدمة:2006-ضيفة - الليلة مع هالة سرحان:1997-ضيفة - كان زمان:1997-ضيفة - منكم وإليكم والسلام عليكم (ج2):1995-ضيفة | - حوار صريح جدًا:1990-ضيفة - لسة فاكر-ضيف - نجم على الهوا:-ضيف |

## وصلات خارجية
- سماح أنور على موقع IMDb (الإنجليزية)
- سماح أنور على موقع الدهليز
- سماح أنور على موقع قاعدة بيانات الأفلام العربية
- سماح أنور على موقع قاعدة بيانات الفيلم (الإنجليزية)